# Jiangnan

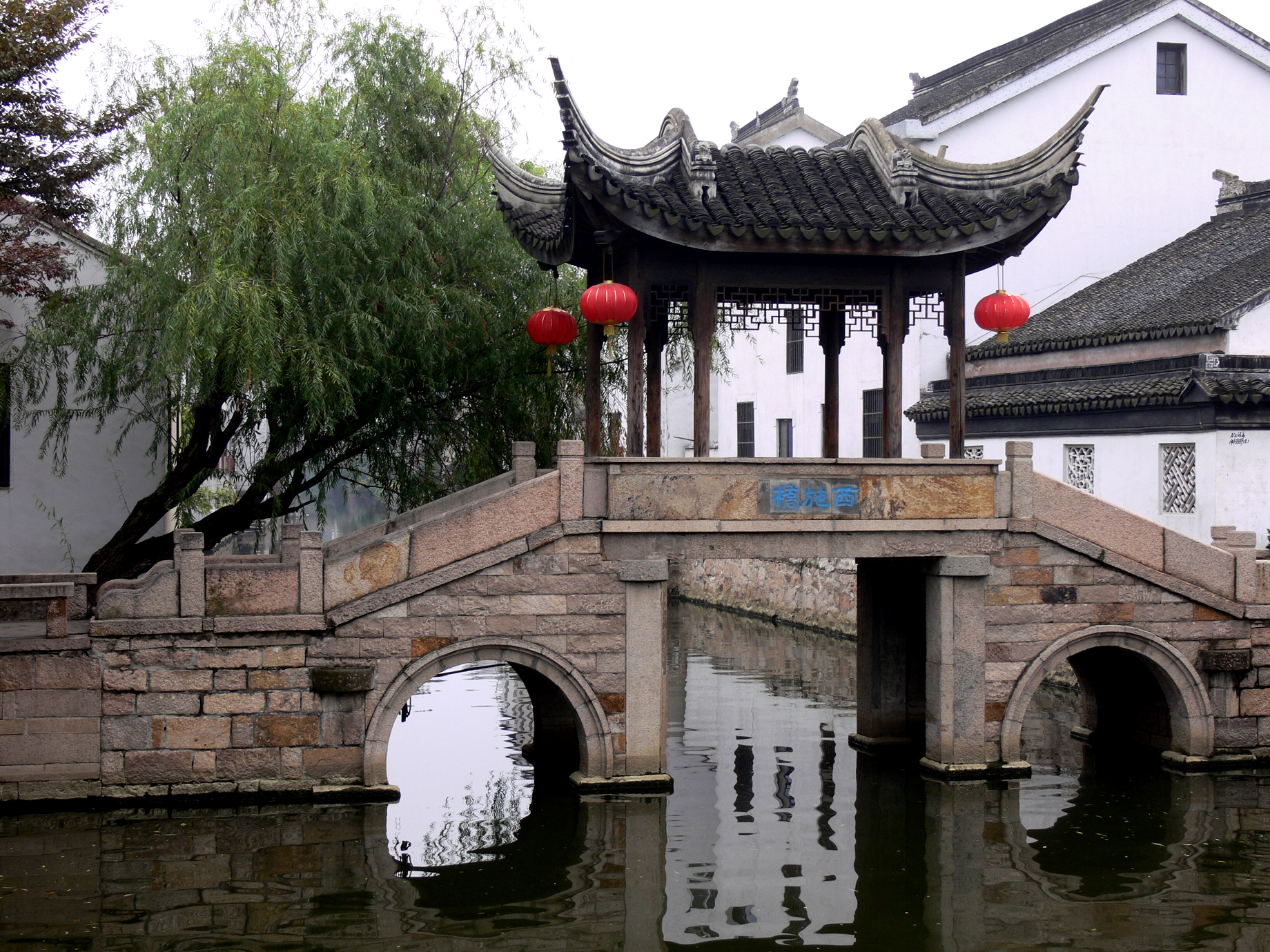
Ponte Xishi, Mudu, Suzhou

Jiangnan ou Jiang Nan (chinês: 江南, pinyin: Jiāngnán, Wade–Giles: Chiang-nan; por vezes pronunciado Kiang-nan) é uma área geográfica da China, referindo-se às terras imediatamente a sul das partes mais baixas do Rio Yangtzé, incluindo parte do Delta do Rio Yangtzé. A região abrange o Município de Xangai, a parte sul da Província de Jiangsu, a parte sul da Província de Anhui, a parte norte da Província de Jiangxi e a parte norte da Província de Chequião. As cidades mais importantes são Xangai, Nanquim, Ningbo, Hancheu, Sucheu, Wuxi, Changzhou e Shaoxing.
A maioria da população da região comunica na Língua wu.

## Etimologia
A palavra Jiangnan baseia-se da junção do nome para o Rio Yangtzé, Cháng Jiāng, e da palavra nán ("sul"). No século XIX, os falantes de Inglês também chamaram a área de Keang-nan.

## História

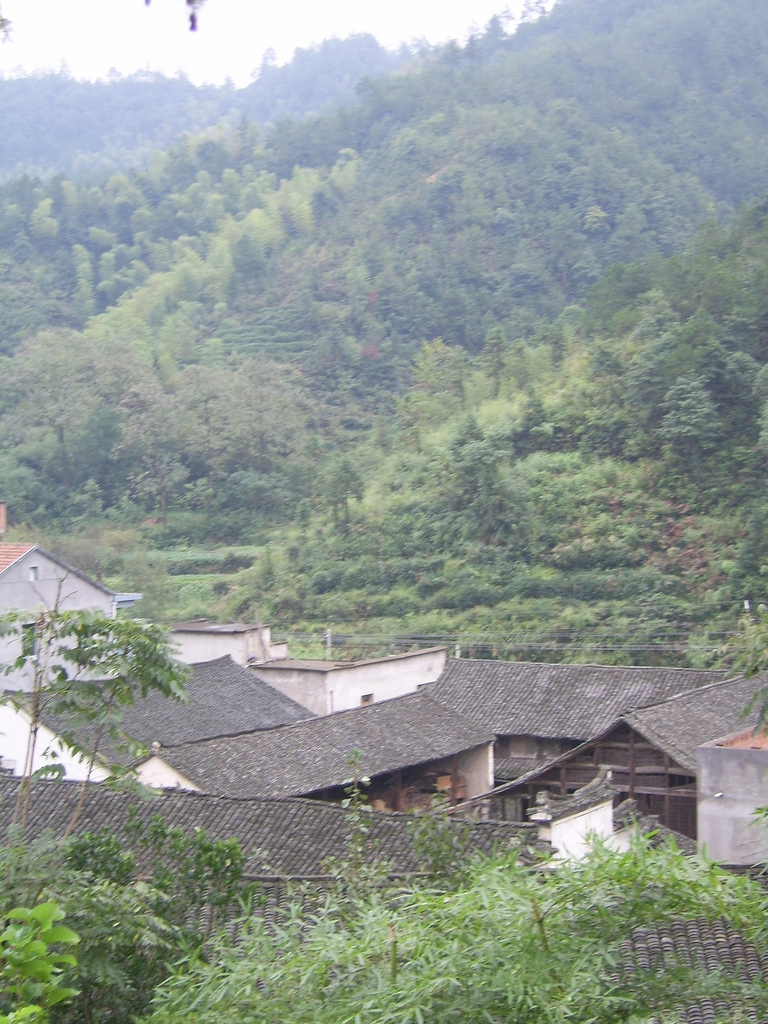
Vila em Jiangnan

As provas arqueológicas mais antigas foram das culturas Majiabang e Hemudu. A mais tardia Cultura Liangzhu, de cerca 2600-2000 a.C., criou complexos e belos artefactos em jade. A sua economia baseava-se no cultivo de arroz, pesca e construiram casas de palatitas por cima de rios ou lagos. Durante a Dinastia Zhou, os povos Wu e Baiyue habitaram a área com aquacultura pesada e casas de palafita, mas tornaram-se cada vez mais chineses através do contacto com os estados do Norte da China. Adoptaram o sistema de escrita chinês e criaram excelentes espadas de bronze. O estado de Chu (estado) a oeste (em Hubei) expandiu-se para esta área e derrotou o estado Yue. Depois dos Chu serem conquistados pelos Qin, a China unificou-se. Até à queda da dinastia Jin Ocidental durante o início do século IV a.C., os chineses migraram em massa para Jiangnan. O vale do Rio Amarelo tornou-se uma barreira devido às cheias (faltavam árvores devido à exploração intensiva para criar terrenos agrícolas) e ao constante assédio e invasão dos nómadas Wu Hu.
Predefinição:ReferÊncias
1. ↑  江南 jiāngnán
2. ↑  Roberts, Edmund (1837). Embassy to the Eastern Courts of Cochin-China, Siam, and Muscat. New York: Harper & Brothers. p. 122